# Per Elofsson
Per Eilert Elofsson, né le 2 avril 1977 à Röbäck, est un skieur de fond suédois. Il a dominé l'élite du ski du fond au début des années 2000, remportant deux fois la Coupe du monde en 2001 et 2002, trois titres mondiaux en individuel en 2001 et 2003 et une médaille de bronze en poursuite aux Jeux olympiques de 2002.

## Palmarès

### Jeux olympiques
- Jeux olympiques d'hiver de 2002 à Salt Lake City
  -  Médaille de bronze sur la poursuite 20 km

### Championnats du monde
- Championnats du monde à Lahti
  -  Médaille d'or sur 15 km classique
  -  Médaille d'or sur 20 km poursuite
  -  Médaille d'argent sur le relais 4 × 10 km

- - Championnats du monde 2003 à Val di Fiemme
  -  Médaille d'or sur la poursuite 20 km
  - Médaille de bronze sur le relais 4 × 10 km

### Coupe du monde
- Vainqueur du classement général en 2001 et 2002.
- Il a obtenu son premier podium à Falun en mars 1998.
- 27 podiums individuels dont 14 victoires.
- 3 podiums en relais dont 1 victoire.

### Championnats du monde junior
- Médaille d'or sur 10 km classique en 1996
- Médaille d'or sur 30 km libre en 1997
- Médaille d'argent sur 30 km libre en 1996